# Astrid Carøe
Astrid Carøe Rasmussen (nascida a 7 de julho de 1994, em Copenhaga) é uma política dinamarquesa e membro do Folketing pelo Partido Popular Socialista. Ela foi eleita para o parlamento nas eleições legislativas de 2019.

## Fundo
Carøe é filha dos agrónomos Henrik Rasmussen e Anita Carøe Henningsen.

## Carreira política
Carøe concorreu ao conselho municipal do município de Sorø nas eleições locais de 2013. Ela recebeu 199 votos, apenas 24 votos a menos que Linda Nielsen, a outra candidata do Partido Popular Socialista. Nielsen ganhou um lugar no conselho municipal. Carøe não concorreu novamente nas eleições locais de 2017.
Em 2019 Carøe foi eleita para o parlamento nas eleições legislativas, com 2.550 votos.